# Prackovice nad Labem
Prackovice nad Labem är en ort i Tjeckien.   Den ligger i regionen Ústí nad Labem, i den nordvästra delen av landet, 60 km nordväst om huvudstaden Prag. Prackovice nad Labem ligger 180 meter över havet och antalet invånare är 538.
Terrängen runt Prackovice nad Labem är huvudsakligen lite kuperad. Prackovice nad Labem ligger nere i en dal.Runt Prackovice nad Labem är det ganska tätbefolkat, med 78 invånare per kvadratkilometer. Närmaste större samhälle är Ústí nad Labem, 10,1 km norr om Prackovice nad Labem. I omgivningarna runt Prackovice nad Labem växer i huvudsak blandskog.